# Pardosa nostrorum
Pardosa nostrorum là một loài nhện trong họ Lycosidae.
Loài này thuộc chi Pardosa. Pardosa nostrorum được Mark Alderweireldt & Rudy Jocqué miêu tả năm 1992.